# Portugalia na Mistrzostwach Świata w Lekkoatletyce 2013
Portugalia na Mistrzostwach Świata w Lekkoatletyce 2013 – reprezentacja Portugalii podczas czempionatu w Moskwie liczyła 12 zawodników.

## Występy reprezentantów Portugalii

### Mężczyźni

#### Konkurencje biegowe
| Konkurencja   | Zawodnik         | Runda 1  | Runda 1 | Półfinał | Półfinał | Finał    | Finał   |
| Konkurencja   | Zawodnik         | Rezultat | Pozycja | Rezultat | Pozycja  | Rezultat | Pozycja |
| ------------- | ---------------- | -------- | ------- | -------- | -------- | -------- | ------- |
| Maraton       | Hermano Ferreira | —        | —       | —        | —        | DNF      | DNF     |
| Chód na 20 km | João Vieira      | —        | —       | —        | —        | 1:22:05  | brąz    |
| Chód na 20 km | Sérgio Vieira    | —        | —       | —        | —        | 1:28:34  | 40.     |
| Chód na 50 km | Pedro Isidro     | —        | —       | —        | —        | 3:57:30  | 28.     |

#### Konkurencje techniczne
| Konkurencja    | Zawodnik     | Eliminacje | Eliminacje | Finał    | Finał   |
| Konkurencja    | Zawodnik     | Rezultat   | Pozycja    | Rezultat | Pozycja |
| -------------- | ------------ | ---------- | ---------- | -------- | ------- |
| Pchnięcie kulą | Marco Fortes | 19,38      | 16.        | NQ       | NQ      |
| Skok o tyczce  | Edi Maia     | 5,40       | 24.        | NQ       | NQ      |
| Skok w dal     | Marcos Chuva | 7,82       | 16.        | NQ       | NQ      |

### Kobiety

#### Konkurencje biegowe
| Konkurencja      | Zawodnik        | Runda 1  | Runda 1 | Półfinał | Półfinał | Finał        | Finał   |
| Konkurencja      | Zawodnik        | Rezultat | Pozycja | Rezultat | Pozycja  | Rezultat     | Pozycja |
| ---------------- | --------------- | -------- | ------- | -------- | -------- | ------------ | ------- |
| Bieg na 10 000 m | Ana Dulce Felix | —        | —       | —        | —        | 32:36.73     | 13.     |
| Chód na 20 km    | Ana Cabecinha   | —        | —       | —        | —        | 1:29:17 (SB) | 8.      |
| Chód na 20 km    | Inês Henriques  | —        | —       | —        | —        | 1:30:28      | 11.     |
| Chód na 20 km    | Vera Santos     | —        | —       | —        | —        | 1:31:36      | 17.     |

#### Konkurencje techniczne
| Konkurencja  | Zawodnik        | Eliminacje | Eliminacje | Finał    | Finał   |
| Konkurencja  | Zawodnik        | Rezultat   | Pozycja    | Rezultat | Pozycja |
| ------------ | --------------- | ---------- | ---------- | -------- | ------- |
| Rzut dyskiem | Irina Rodrigues | 57,64      | 17.        | NQ       | NQ      |